# Reator nuclear avançado resfriado a gás
O reator nuclear avançado resfriado a gás (em inglês:  advanced gas cooled reactor — AGRCR) é um reator nuclear que sucedeu o antigo reator Magnox. Algumas diferenças dele, em relação ao Magnox:
- Melhores controles.
- Encapsulamento do combustivel nuclear é com aço inox, não com magnésio, como no antigo Magnox.
- O combustível é urânio enriquecido, não urânio natural.
- Opera a temperaturas bem maiores que a do Magnox.
- Estrutura de contenção mais resistente.

Algumas semelhanças com o Magnox:
- O moderador é a grafita.
- O agente de transferência do calor segue sendo o gás carbônico.
- Foi inventado e primeiro construído na Inglaterra.
- É pouco usado globalmente.

Exceto na Inglaterra, este tipo de reator nuclear é pouco usado. Na América latina, ele não existe, nem sequer em construção. Em relação ao PWR, este reator usa mais urânio e produz mais lixo atômico para a mesma quantidade de eletricidade produzida.